# Ключі (Ключівський район)
Ключі́ (рос. Ключи) — село, центр Ключівського району Алтайського краю, Росія. Адміністративний центр Ключівської сільської ради.

## Населення
Населення — 8892 особи (2010; 9278 у 2002).
Національний склад (станом на 2002 рік):
- росіяни — 92 %